# Камбиз I
Камбиз I (перс. Камбуџија „Старији“, грч. Καμβύσης, лат. Cambyses) био је краљ Аншана који је владао од 580. до 559. п. н. е. Његов син Кир Велики основао је огроно Ахеменидско Персијско царство.

## Порекло
Камбиз I је један од ранијих припадника иранске династије Ахеменида. Његов прадеда Ахемен сматра се утемељитељем династије по којем је и добила име. Камбизов деда Теисп од Аншана освојио је еламски град Аншан који се везује за њихова имена, а његов отац Камбиза , Кир I владао је као вазални краљ под Вавилонији и Медијом. Теиспов унук, односно рођак Камбиза I, био је Арсам од Персије.

## Живот и значај
Према Херодоту, Камбиз I био је „човек из угледне породице и мирне нарави“. Владао је као вазални краљ међанског краља Астијага. Оженио се принцезом Манданом од Медије, ћерком Астијага и принцезе Аријене од Лидије, односно унуком Кијаксара од Медије и Алијата II од Лидије. Из њиховог брака родио се његов будући наследник, касније назван Кир Велики.

## Смрт
Према сиријском историчаруу Николају из Дамаска његово изворно име било је Атрадат, а рањен је у бици код персијске границе након које је подлегао повредама. Битку против међанског краља Астијага водио је заједно са својим сином Киром Великим. Датум његове смрти није поуздан, али се најчешће спомињу 559. или 551. п. н. е. Према древним записима, покопан је уз највише почасти..

## Оставштина
Херодот спомиње како је Астијаг одабрао Камбиза за зета будући да га није сматрао претњом за међански престо. То ипак није био случај с његовим сином Киром II који је персијским устанком збацио свог деду по мајци Астијага с пријестола и основао Ахеменидску Персијско царство.

## Хронологија
- 580. п.н.e. - почетак владавине Камбиза I, сина Кира I
- 559. п.н.e. - Камбиз I умире, а наслјеђује га његов син Кир Велики